# Coupe d'Europe de rugby à XV 2019-2020
Navigation
Édition précédente Édition suivante
La Coupe d'Europe de rugby à XV 2019-2020, la vingt-cinquième, oppose vingt équipes anglaises, écossaises, françaises, galloises, irlandaises et italiennes.
La compétition se déroule du 15 novembre 2019 au 17 octobre 2020.
La saison est marquée par une suspension de la compétition à partir de mi-mars après le début de la propagation de la pandémie de Covid-19 en Europe. La phase finale de la compétition est reportée du printemps à l'automne 2020. Programmée en septembre et octobre 2020, elle a lieu juste après la fin de la saison 2019-2020 de Premiership et du Pro14 mais après le début du Top 14 2020-2021 pour les clubs français.

## Présentation

### Équipes en compétition
Les vingt équipes qualifiées sont réparties comme suit :
- les six premiers de Premiership (championnat d'Angleterre) ;
- les six premiers du Top 14 (championnat de France) ;
- les sept meilleures franchises irlandaise, écossaise, galloise et italienne du Pro14, dont un barragiste ;
- la vingtième place est attribuée comme suit :
  - au vainqueur de la Coupe d'Europe 2018-2019, s’il n’est pas qualifié
  - au vainqueur du Challenge européen 2018-2019, s’il n’est pas qualifié
  - au finaliste vaincu du Challenge européen 2018-2019, s’il n’est pas qualifié
  - par un match de barrage entre les demi-finalistes vaincus du Challenge européen 2018-2019, s’ils ne sont pas qualifiés
  - au club non-qualifié le mieux placé au classement du même championnat que celui du vainqueur de la Coupe d'Europe 2018-2019

La liste des dix-neuf premiers qualifiés est donc la suivante :
| - Saracens (Premiership, Coupe d'Europe) - Exeter Chiefs - Gloucester Rugby - Northampton Saints - Harlequins - Bath Rugby - Sale Sharks | - Stade toulousain (Top 14) - ASM Clermont (Challenge européen) - Lyon OU - Stade rochelais - Racing 92 - Montpellier HR | - Leinster Rugby (Pro14) - Glasgow Warriors - Munster Rugby - Ulster Rugby - Connacht Rugby - Benetton Trévise |

Les deux équipes accédant au barrage de qualification pour la dernière place de la compétition sont :
| - Ospreys - Scarlets |

Leicester sera absent de la compétition pour la première fois.

## Barrage d'accession
La vingtième équipe qualifiée à la Coupe d'Europe est le vainqueur du match de barrage entre les Ospreys et les Scarlets. Le match a lieu le 18 mai 2019 au Liberty Stadium de Swansea, au pays de Galles.
Les Ospreys l'emportent sur un score de 21 à 10 devant 8 489 spectateurs et se qualifient pour la Coupe d'Europe, tandis que les Scarlets sont reversés en Challenge européen.
| Club    | Score   | Club     |
| ------- | ------- | -------- |
| Ospreys | 21 - 10 | Scarlets |

## Phase de poules

### Tirage au sort
Le tirage a lieu le 19 juin 2019 au Centre de Congrès Beaulieu à Lausanne. Les équipes sont placées dans quatre chapeaux selon leur résultat en phase finale et soumises à un tirage au sort.
Les quatre chapeaux pour le tirage des poules de la Champions Cup 2019-2020 :
| Chapeau 1        | Chapeau 2        | Chapeau 3          | Chapeau 4        |
| ---------------- | ---------------- | ------------------ | ---------------- |
| Saracens         | Glasgow Warriors | Stade rochelais    | Bath Rugby       |
| Stade toulousain | Gloucester Rugby | Northampton Saints | Montpellier HR   |
| Leinster Rugby   | Lyon OU          | Harlequins         | Benetton Trévise |
| ASM Clermont     | Munster Rugby    | Racing 92          | Ospreys          |
| Exeter Chiefs    | Ulster Rugby     | Connacht Rugby     | Sale Sharks      |

### Format et règlement
Durant la première phase de la compétition, les formations, réparties en six poules de quatre équipes, s'affrontent en matchs « aller/retour » (six matchs pour chacune des équipes soit douze rencontres par groupe). Les vainqueurs de chaque poule ainsi que les 3 meilleurs deuxièmes participent aux quarts de finale. Les 4 meilleurs premiers de la compétition sont classés de 1 à 4 et reçoivent en quart de finale.
Quatre points sont accordés pour une victoire et deux pour un nul. De plus, un point de bonus est accordé par match aux équipes qui inscrivent au moins quatre essais et un point de bonus est octroyé au club perdant un match par sept points d'écart ou moins.
Dans les tableaux de classement suivants, les couleurs signifient :
|  | Qualifié pour les quarts de finale.     |
|  | Qualifié en tant que meilleur deuxième. |

Attribution des points : victoire sur tapis vert : 5 points, victoire : 4, match nul : 2, forfait : -2 ; bonus : 1 (offensif : au moins quatre essais marqués et/ou défensif : défaite par sept points d'écart ou moins).
Départage des équipes :
- équipes dans des poules différentes : 1/ points classement ; 2/ différence de points ; 3/ nombre d'essais marqués ; 4/ plus bas nombre de joueurs suspendus/expulsés pour incident ; 5/ tirage au sort.

### Matchs et classements

#### Poule 1
| Rang | Équipe             | J | V | N | D | Em | Ee | Bo | Bd | Pm  | Pe  | Diff | Pts |
| ---- | ------------------ | - | - | - | - | -- | -- | -- | -- | --- | --- | ---- | --- |
| 1    | Leinster           | 6 | 6 | 0 | 0 | 28 | 9  | 4  | 0  | 199 | 76  | +123 | 28  |
| 2    | Northampton Saints | 6 | 4 | 0 | 2 | 19 | 25 | 3  | 0  | 166 | 183 | -17  | 19  |
| 3    | Lyon OU            | 6 | 1 | 0 | 5 | 14 | 16 | 1  | 2  | 108 | 141 | -33  | 7   |
| 4    | Benetton Trévise   | 6 | 1 | 0 | 5 | 12 | 23 | 1  | 1  | 96  | 169 | -73  | 6   |

| Résultats (▼dom., ►ext.) | LEI   | NOR   | LYO   | BEN   |
| Leinster                 | —     | 50-21 | 42-14 | 33-19 |
| Northampton Saints       | 16-43 | —     | 25-14 | 33-20 |
| Lyon OU                  | 6-13  | 24-36 | —     | 28-0  |
| Benetton Trévise         | 0-18  | 32-35 | 25-22 | —     |

- Victoire à domicile
- Match nul
- Victoire à l'extérieur

#### Poule 2
| Rang | Équipe           | J | V | N | D | Em | Ee | Bo | Bd | Pm  | Pe  | Diff | Pts |
| ---- | ---------------- | - | - | - | - | -- | -- | -- | -- | --- | --- | ---- | --- |
| 1    | Exeter Chiefs    | 6 | 5 | 1 | 0 | 25 | 13 | 5  | 0  | 186 | 105 | +81  | 27  |
| 2    | Glasgow Warriors | 6 | 3 | 1 | 2 | 17 | 14 | 2  | 1  | 141 | 115 | +26  | 17  |
| 3    | Stade rochelais  | 6 | 2 | 0 | 4 | 13 | 18 | 1  | 1  | 107 | 146 | -39  | 10  |
| 4    | Sale Sharks      | 6 | 1 | 0 | 5 | 11 | 21 | 0  | 3  | 92  | 160 | -68  | 7   |

| Résultats (▼dom., ►ext.) | EXE   | GLA   | ROC   | SAL   |
| Exeter Chiefs            | —     | 34-18 | 33-14 | 35-10 |
| Glasgow Warriors         | 31-31 | —     | 7-12  | 13-7  |
| Stade rochelais          | 12-31 | 24-27 | —     | 30-23 |
| Sale Sharks              | 20-22 | 7-45  | 25-15 | —     |

- Victoire à domicile
- Match nul
- Victoire à l'extérieur

#### Poule 3
| Rang | Équipe       | J | V | N | D | Em | Ee | Bo | Bd | Pm  | Pe  | Diff | Pts |
| ---- | ------------ | - | - | - | - | -- | -- | -- | -- | --- | --- | ---- | --- |
| 1    | ASM Clermont | 6 | 5 | 0 | 1 | 24 | 16 | 3  | 1  | 207 | 114 | +93  | 24  |
| 2    | Ulster       | 6 | 5 | 0 | 1 | 16 | 10 | 1  | 0  | 129 | 107 | +22  | 21  |
| 3    | Harlequins   | 6 | 2 | 0 | 4 | 13 | 20 | 0  | 2  | 114 | 166 | -52  | 10  |
| 4    | Bath Rugby   | 6 | 0 | 0 | 6 | 12 | 19 | 1  | 4  | 102 | 165 | -63  | 5   |

| Résultats (▼dom., ►ext.) | CLE   | ULS   | HAR   | BAT   |
| ASM Clermont             | —     | 29-13 | 53-21 | 52-26 |
| Ulster                   | 18-13 | —     | 25-24 | 22-15 |
| Harlequins               | 19-26 | 10-34 | —     | 15-9  |
| Bath Rugby               | 17-34 | 16-17 | 19-25 | —     |

- Victoire à domicile
- Match nul
- Victoire à l'extérieur

#### Poule 4
| Rang | Équipe       | J | V | N | D | Em | Ee | Bo | Bd | Pm  | Pe  | Diff | Pts |
| ---- | ------------ | - | - | - | - | -- | -- | -- | -- | --- | --- | ---- | --- |
| 1    | Racing 92    | 6 | 4 | 1 | 1 | 26 | 15 | 4  | 1  | 194 | 126 | +68  | 23  |
| 2    | Saracens (T) | 6 | 4 | 0 | 2 | 13 | 10 | 1  | 1  | 121 | 88  | +33  | 18  |
| 3    | Munster      | 6 | 3 | 1 | 2 | 13 | 10 | 2  | 0  | 124 | 97  | +27  | 16  |
| 4    | Ospreys      | 6 | 0 | 0 | 6 | 11 | 28 | 1  | 1  | 83  | 211 | -128 | 2   |

| Résultats (▼dom., ►ext.) | RAC   | SAR   | MUN   | OSP   |
| Racing 92                | —     | 30-10 | 39-22 | 40-27 |
| Saracens                 | 27-24 | —     | 15-6  | 44-3  |
| Munster                  | 21-21 | 10-3  | —     | 33-6  |
| Ospreys                  | 19-40 | 15-22 | 13-32 | —     |

- Victoire à domicile
- Match nul
- Victoire à l'extérieur

Le résultat du match entre le Racing 92 et les Saracens est remis en cause et fait l'objet d'une réunion d'une commission de discipline indépendante. En effet, lors de cette rencontre qui qualifie les Saracens pour les quarts de finale, le club anglais a fait entrer à la 60e minute l'international américain Titi Lamositele dont le contrat de travail avait pris fin la veille du match. Le 7 février 2020 la commission de discipline doit statuer sur le sujet. Le club anglais risque de perdre le match sur tapis vert. Le résultat de la rencontre étant inversé, le tableau des quarts de finale a de grandes chances d'être profondément modifié.
Finalement les Saracens n’écopent que d'une sanction financière de 50 000 euros. Le résultat du match étant conservé, il n'y aura aucune influence sur la suite de la compétition.

#### Poule 5
| Rang | Équipe           | J | V | N | D | Em | Ee | Bo | Bd | Pm  | Pe  | Diff | Pts |
| ---- | ---------------- | - | - | - | - | -- | -- | -- | -- | --- | --- | ---- | --- |
| 1    | Stade toulousain | 6 | 6 | 0 | 0 | 19 | 9  | 3  | 0  | 162 | 85  | +77  | 27  |
| 2    | Gloucester Rugby | 6 | 2 | 0 | 4 | 19 | 14 | 3  | 3  | 140 | 140 | 0    | 14  |
| 3    | Montpellier HR   | 6 | 2 | 0 | 4 | 12 | 20 | 1  | 1  | 118 | 157 | -39  | 10  |
| 4    | Connacht         | 6 | 2 | 0 | 4 | 15 | 22 | 1  | 1  | 120 | 158 | -38  | 10  |

| Résultats (▼dom., ►ext.) | TLS   | GLO   | MON   | CON   |
| Stade toulousain         | —     | 35-14 | 23-9  | 32-17 |
| Gloucester Rugby         | 20-25 | —     | 29-6  | 26-17 |
| Montpellier HR           | 18-26 | 30-27 | —     | 35-29 |
| Connacht                 | 7-21  | 27-24 | 23-20 | —     |

- Victoire à domicile
- Match nul
- Victoire à l'extérieur

## Phase finale
Les cinq premières équipes ainsi que les trois meilleures deuxièmes sont qualifiées pour les quarts de finale. Elles sont classées dans l'ordre suivant pour obtenir le tableau des quarts de finale : les vainqueurs de poule sont classés de 1 à 5 en fonction du nombre de points de classement obtenus. Les équipes les mieux classées lors des phases de poules reçoivent en quart de finale et en demi-finale.
Les équipes sont départagées selon les critères suivants :
- plus grand nombre de points de classement ;
- meilleure différence de points ;
- plus grand nombre d'essais marqués.

| Rang | Clubs              | Matchs | Points | Diff | EM | Quarts de finale              |
| ---- | ------------------ | ------ | ------ | ---- | -- | ----------------------------- |
| 1    | Leinster Rugby     | 6      | 28     | +123 | 28 | Reçoit en quart de finale     |
| 2    | Exeter Chiefs      | 6      | 27     | +81  | 25 | Reçoit en quart de finale     |
| 3    | Stade toulousain   | 6      | 27     | +77  | 19 | Reçoit en quart de finale     |
| 4    | ASM Clermont       | 6      | 24     | +93  | 24 | Reçoit en quart de finale     |
| 5    | Racing 92          | 6      | 23     | +68  | 26 | Se déplace en quart de finale |
| 6    | Ulster Rugby       | 6      | 21     | +22  | 17 | Se déplace en quart de finale |
| 7    | Northampton Saints | 6      | 19     | -7   | 19 | Se déplace en quart de finale |
| 8    | Saracens           | 6      | 18     | +33  | 13 | Se déplace en quart de finale |
| 9    | Glasgow Warriors   | 6      | 17     | +26  | 17 | N'est pas qualifié            |
| 10   | Gloucester Rugby   | 6      | 14     | 0    | 19 | N'est pas qualifié            |

- Qualifié en tant que premier de poule.
- Qualifié en tant que meilleur deuxième de poule.

### Tableau final
|  | Quarts de finale                                                 | Quarts de finale                                            |               |    | Demi-finales                                | Demi-finales                                |  |  | Finale                                             | Finale                                             |
|  | Quarts de finale                                                 | Quarts de finale                                            |               |    | Demi-finales                                | Demi-finales                                |  |  | Finale                                             | Finale                                             |
|  |                                                                  |                                                             |               |    |                                             |                                             |  |  |                                                    |                                                    |
|  | le 20 septembre 2020 au Sandy Park à Exeter                      | le 20 septembre 2020 au Sandy Park à Exeter                 |               |    | le 26 septembre 2020 au Sandy Park à Exeter | le 26 septembre 2020 au Sandy Park à Exeter |  |  | le 17 octobre 2020 au Ashton Gate Stadium, Bristol | le 17 octobre 2020 au Ashton Gate Stadium, Bristol |
|  | le 20 septembre 2020 au Sandy Park à Exeter                      | le 20 septembre 2020 au Sandy Park à Exeter                 |               |    | le 26 septembre 2020 au Sandy Park à Exeter | le 26 septembre 2020 au Sandy Park à Exeter |  |  | le 17 octobre 2020 au Ashton Gate Stadium, Bristol | le 17 octobre 2020 au Ashton Gate Stadium, Bristol |
|  | Exeter Chiefs                                                    | 38                                                          |               |    | le 26 septembre 2020 au Sandy Park à Exeter | le 26 septembre 2020 au Sandy Park à Exeter |  |  | le 17 octobre 2020 au Ashton Gate Stadium, Bristol | le 17 octobre 2020 au Ashton Gate Stadium, Bristol |
|  | Exeter Chiefs                                                    | 38                                                          |               |    | le 26 septembre 2020 au Sandy Park à Exeter | le 26 septembre 2020 au Sandy Park à Exeter |  |  | le 17 octobre 2020 au Ashton Gate Stadium, Bristol | le 17 octobre 2020 au Ashton Gate Stadium, Bristol |
|  | Northampton Saints                                               | 15                                                          |               |    | le 26 septembre 2020 au Sandy Park à Exeter | le 26 septembre 2020 au Sandy Park à Exeter |  |  | le 17 octobre 2020 au Ashton Gate Stadium, Bristol | le 17 octobre 2020 au Ashton Gate Stadium, Bristol |
|  | Northampton Saints                                               | 15                                                          | Exeter Chiefs | 28 |                                             |                                             |  |  | le 17 octobre 2020 au Ashton Gate Stadium, Bristol | le 17 octobre 2020 au Ashton Gate Stadium, Bristol |
|  | le 20 septembre 2020 au Stade Ernest-Wallon à Toulouse           |                                                             | Exeter Chiefs | 28 |                                             |                                             |  |  | le 17 octobre 2020 au Ashton Gate Stadium, Bristol | le 17 octobre 2020 au Ashton Gate Stadium, Bristol |
|  |                                                                  | Stade toulousain                                            | 18            |    |                                             |                                             |  |  | le 17 octobre 2020 au Ashton Gate Stadium, Bristol | le 17 octobre 2020 au Ashton Gate Stadium, Bristol |
|  | Stade toulousain                                                 | Stade toulousain                                            | 18            | 36 |                                             |                                             |  |  | le 17 octobre 2020 au Ashton Gate Stadium, Bristol | le 17 octobre 2020 au Ashton Gate Stadium, Bristol |
|  | Stade toulousain                                                 |                                                             |               | 36 |                                             |                                             |  |  | le 17 octobre 2020 au Ashton Gate Stadium, Bristol | le 17 octobre 2020 au Ashton Gate Stadium, Bristol |
|  | Ulster                                                           | 8                                                           |               |    |                                             |                                             |  |  | le 17 octobre 2020 au Ashton Gate Stadium, Bristol | le 17 octobre 2020 au Ashton Gate Stadium, Bristol |
|  | Ulster                                                           | 8                                                           | Exeter Chiefs | 31 |                                             |                                             |  |  |                                                    |                                                    |
|  | le 19 septembre 2020 au Stade Marcel-Michelin à Clermont-Ferrand |                                                             | Exeter Chiefs | 31 |                                             |                                             |  |  |                                                    |                                                    |
|  |                                                                  | Racing 92                                                   | 27            |    |                                             |                                             |  |  |                                                    |                                                    |
|  | ASM Clermont                                                     | Racing 92                                                   | 27            | 27 |                                             |                                             |  |  |                                                    |                                                    |
|  | ASM Clermont                                                     | le 26 septembre 2020 à la Paris La Défense Arena à Nanterre |               | 27 |                                             |                                             |  |  |                                                    |                                                    |
|  | Racing 92                                                        | 36                                                          |               |    |                                             |                                             |  |  |                                                    |                                                    |
|  | Racing 92                                                        | 36                                                          | Racing 92     | 19 |                                             |                                             |  |  |                                                    |                                                    |
|  | le 19 septembre 2020 à l'Aviva Stadium à Dublin                  |                                                             | Racing 92     | 19 |                                             |                                             |  |  |                                                    |                                                    |
|  |                                                                  | Saracens                                                    | 15            |    |                                             |                                             |  |  |                                                    |                                                    |
|  | Leinster                                                         | Saracens                                                    | 15            | 17 |                                             |                                             |  |  |                                                    |                                                    |
|  | Leinster                                                         |                                                             |               | 17 |                                             |                                             |  |  |                                                    |                                                    |
|  | Saracens                                                         | 25                                                          |               |    |                                             |                                             |  |  |                                                    |                                                    |
|  | Saracens                                                         | 25                                                          |               |    |                                             |                                             |  |  |                                                    |                                                    |

### Quarts de finale
Initialement prévus les 3, 4 et 5 avril 2020, les quarts de finale sont reportés aux 19 et 20 septembre 2020 en raison de la pandémie de Covid-19.
| Club             | Score   | Club               |
| ---------------- | ------- | ------------------ |
| Leinster         | 17 - 25 | Saracens           |
| ASM Clermont     | 27 - 36 | Racing 92          |
| Stade toulousain | 36 - 8  | Ulster             |
| Exeter Chiefs    | 38 - 15 | Northampton Saints |

### Demi-finales
Les demi-finales, initialement prévues le week-end du 1er au 3 mai 2020, sont repoussées au 26 septembre 2020. Elles se jouent en un match devant un public limité en raison de la pandémie de Covid-19 et opposent chacune une équipe française à une équipe anglaise.
| Club          | Score   | Club             |
| ------------- | ------- | ---------------- |
| Racing 92     | 19 - 15 | Saracens         |
| Exeter Chiefs | 28 - 18 | Stade toulousain |

### Finale
La finale, initialement prévue le 23 mai 2020 au Stade Vélodrome de Marseille, est repoussée par un Comité Directeur de l'EPCR le 23 mars 2020 à une date ultérieure en raison de la propagation de la pandémie de Covid-19 en Europe. Elle se tient finalement le 17 octobre 2020 au Ashton Gate Stadium de Bristol, au Royaume-Uni en l'absence de public.
Exeter Chiefs s'impose à la suite d'une rencontre serrée et remporte la première Coupe d'Europe de son histoire.
| Finale 17 octobre 2020 17 h 45 | Exeter Chiefs | 31 - 27 (21 - 12) | Racing 92 | Ashton Gate Stadium, Bristol huis clos spectateurs Arbitre : Nigel Owens |
| Finale 17 octobre 2020 17 h 45 | Essai(s) : 4 Cowan-Dickie (7e), S. Simmonds (15e), Williams (39e), Slade (44e) Transformation(s) : 4 J. Simmonds (8e, 16e, 40e, 45e) Pénalité(s) : 1 J. Simmonds (79e) Carton(s) jaune(s) : 1 Francis (70e) | Rapport           | Essai(s) : 4 Zebo (19e, 42e), Imhoff (31e), Chat (49e) Transformation(s) : 2 Russel (31e), Machenaud (50e) Pénalité(s) : 1 Machenaud (64e) | Ashton Gate Stadium, Bristol huis clos spectateurs Arbitre : Nigel Owens |
| Finale 17 octobre 2020 17 h 45 | | Rapport           | | Ashton Gate Stadium, Bristol huis clos spectateurs Arbitre : Nigel Owens |

## Statistiques

### Meilleurs réalisateurs
| Rang | Joueur           | Club               | Essais | Transf. | Pén. | Drops | Points |
| ---- | ---------------- | ------------------ | ------ | ------- | ---- | ----- | ------ |
| 1    | Joe Simmonds     | Exeter Chiefs      | 2      | 32      | 7    | 0     | 95     |
| 2    | Thomas Ramos     | Stade toulousain   | 1      | 22      | 12   | 0     | 85     |
| 3    | John Cooney      | Ulster             | 6      | 11      | 9    | 0     | 79     |
| 4    | Dan Biggar       | Northampton Saints | 1      | 13      | 14   | 0     | 76     |
| 5    | Teddy Iribaren   | Racing 92          | 0      | 6       | 15   | 0     | 57     |
| 6    | Adam Hastings    | Glasgow Warriors   | 0      | 16      | 8    | 0     | 56     |
| 7    | Morgan Parra     | ASM Clermont       | 0      | 13      | 9    | 0     | 53     |
| 8    | Maxime Machenaud | Racing 92          | 0      | 15      | 6    | 0     | 48     |
| 9    | JJ Hanrahan      | Munster            | 0      | 7       | 11   | 0     | 47     |
| 10   | Ross Byrne       | Leinster           | 1      | 13      | 3    | 0     | 40     |

### Meilleurs marqueurs
| Rang | Joueur          | Club             | Essais |
| ---- | --------------- | ---------------- | ------ |
| 1    | Sam Simmonds    | Exeter Chiefs    | 8      |
| 2    | Garry Ringrose  | Leinster         | 6      |
| -    | Teddy Thomas    | Racing 92        | 6      |
| -    | John Cooney     | Ulster           | 6      |
| -    | Juan Imhoff     | Racing 92        | 6      |
| 6    | Romain Ntamack  | Stade toulousain | 5      |
| -    | Alivereti Raka  | ASM Clermont     | 5      |
| -    | George Moala    | ASM Clermont     | 5      |
| 9    | Virimi Vakatawa | Racing 92        | 4      |
| -    | Hame Faiva      | Benetton Trévise | 4      |

## Diffuseurs
En France, la Coupe d'Europe est diffusée en intégralité sur BeIn Sports. À partir de 2019, France 2 diffuse une deuxième rencontre en clair lors de chaque journée. La compétition est diffusée dans de nombreux pays à travers le monde :
- Royaume-Uni : BT Sport et Channel 4
- Irlande : BT Sport et Virgin Media
- France : BeIn Sports et France 2
- Autriche,  Canada,  Allemagne,  Italie,  Japon et  Suisse : DAZN
- Malte : GO
- Espagne : Telefónica
- Chypre : Cyta
- Amérique latine : ESPN Sur
- Australie, Asie du Sud-Est et Paneuropéen : RugbyPass
- Géorgie : Rugby TV
- Nouvelle-Zélande : Spark
- Caraïbes : SportsMax
- Portugal : Sport TV
- Afrique subsaharienne : SuperSport
- Bosnie-Herzégovine,  Croatie,  Macédoine,  Monténégro,  Serbie,  Slovénie et  Kosovo : TV Arena Sport